# Machadoembia arcuata
Machadoembia arcuata är en insektsart som beskrevs av Ross 1988. Machadoembia arcuata ingår i släktet Machadoembia och familjen Embiidae. Inga underarter finns listade i Catalogue of Life.